# Das Privatleben des Don Juan
Das Privatleben des Don Juan ist ein britischer Spielfilm aus dem Jahr 1934 mit Douglas Fairbanks in der Titelrolle. Regie führte Alexander Korda.

## Handlung
Spanien, im 17. Jahrhundert. Der alternde Schwerenöter Don Juan kann es einfach nicht lassen. Noch immer steigt er den Frauen nach, und noch immer werfen diese ihm von ihren Balkonen schmachtende Blicke entgegen, wenn er ihnen eine Rose zum Abschied zuwirft. Doch sein Arzt rät ihm, ab sofort kürzerzutreten: „Nur noch einen Balkon pro Tag anstatt der zehn!“. Dann solle er sukzessive auf vier und dann auf zwei Balkone pro Woche herunterschrauben. „Und in 15 Jahren wird es für Sie gar keinen Balkon mehr geben!“ Nun kehrt Don Juan nach langer Zeit nach Sevilla zurück. Einst hatte ihm seine Frau Dolores damit gedroht, ihn wegen seiner zahllosen Affären ins Gefängnis werfen zu lassen. Trotz größter Geheimhaltung ist Juan umso erstaunter, dass am folgenden Tag die ganze Stadt von seiner Rückkehr weiß. In dem jungen Rodrigo, der in demselben Gasthaus wie er unterkommt, hat er fortan einen ebenso großen Bewunderer wie ständigen Begleiter gefunden. Er sieht in Don Juan, der 903 Affären in drei Jahren gehabt haben soll, sein großes Vorbild und eifert ihm in allem nach.
Don Juan sieht diese Vorbildfunktion eher kritisch. „Es gibt nur einen Don Juan“ schnaubt er wütend. Rodrigo geht ganz in seiner Rolle als Don Juan-Duplikat auf. Er küsst eine gewisse Pepitta auf ihrem Balkon, stellt sich aber ein wenig tapsig an und wird dabei auch noch gesehen und prompt für Don Juan gehalten. Als dieser gerade dabei ist, das Herz (und das Bett) der schönen Tänzerin Antonita zu erobern, wirft die junge Frau ihm vor, doch letzte Nacht bereits jene Pepitta geküsst zu haben. Juan weist dies weit von sich, ahnt aber, dass ihm wohl wieder dieser anhängliche Rodrigo ins Gehege gekommen ist. Juans Ehefrau ist erzürnt darüber, dass sich ihr alter Schwerenöter von Mann offenbar auch nach so vielen Jahren kein bisschen geändert zu haben scheint, will ihn aber dennoch nicht aufgeben. Wieder einmal hat es Don Juan schwer, sich von einer anhänglichen Geliebten – diesmal Antonita – loszureißen. In der Zwischenzeit wird Rodrigo bei seinem Schäferstündchen mit einer verheirateten Frau von dessen Ehemann, Don Alfredo, überrascht. Es kommt zu einem Degenduell, bei dem der Möchtegern-Don Juan sein Leben lässt. Nun glaubt ganz Sevilla, dass der ewige Schürzenjäger tot ist.
Für den wahren Don Juan tun sich damit völlig neue Möglichkeiten auf. Noch eben dachte er, nach Paris fliehen zu müssen, da ihm sein treuer Freund und Verwalter Leporello mitteilte, wie sehr, angesichts der neuen Affären, seine getreue Gattin ihm noch immer bzw. schon wieder böse sei. Don Juan hat nun endlich seine Ruhe. Er nimmt in Verkleidung an seiner eigenen Beerdigung teil und sieht den gewaltigen Zug schwarzgekleideter Frauen, die er zum Teil gar nicht kennt. Leporello fragt eine der Trauernden: „Warum trauerst du um ihn, hast du ihn gekannt?“ „Nein“, antwortet die Frau. „Warum trauerst du dann?“ fragt Leporello weiter. „Weil ich ihn nicht gekannt habe!“ lautet die entwaffnende Antwort der Fremden. Don Juan sagt zu Leporello, dass dies der schönste Tag seines Lebens sei und setzt sich auf sein Pferd, um davon zu reiten. „Die Frauen trauern bei meiner Beerdigung. Kannst du dir vorstellen, was sie erst tun werden, wenn ich zurückkehren werde?“ In der Zwischenzeit geraten sich die trauernden Frauen im Trauerzug heftig über die Frage in die Haare, wen von ihnen Don Juan am meisten geliebt habe. Einzig die wahre Witwe will so gar nicht trauern und erinnert sich der kurzen aber schönen Zeit, in der sie Don Juan ganz allein für sich hatte.
Inzwischen hat sich Juan als retirierter Hauptmann Mariano in der Fremde niedergelassen. Da hört er vom Marktplatz, wie seine von ihm nicht autorisierten Memoiren unter dem Titel Das Privatleben des Don Juan feilgeboten werden. Amüsiert liest er über „sein Leben“, das sehr frei gestaltet wurde. Als er sehen muss, dass seine neuen Freunde beim Würfelspiel einer nach dem anderen zu ihren Frauen und Freundinnen heimgehen, wird ihm erstmals klar, dass es auch Freuden in der ehelichen Treue geben könne. Zu allem Überfluss haben seine Annäherungsversuche bei einer Frau, seiner Gastwirtin, erstmals keinen Erfolg. Erste Selbstzweifel wachsen, zumal auch die nächste „Eroberung“, die er vom Fenster aus anflirtet, in ihm nur eine Vaterfigur sieht. Als ihn dann auch noch eine Frau angräbt, die seiner Generation angehört, ihre besten Jahre aber weit hinter sich hat und ihm eine Ehe mit ihr schmackhaft zu machen versucht, flüchtet Don Juan Hals über Kopf.
Nach sechs langen Jahren wieder daheim, haben derweil am Teatro Comico die Proben zur Bühnenfassung seiner eigenen Biografie begonnen. Als erstes besucht Don Juan seine ehemalige Geliebte Antonita, die den Schreck ihres Lebens erfährt, als sie den Totgeglaubten vor sich sieht. Dann aber behauptet sie, ihn nicht zu erkennen. Als Juan sie durch einen leidenschaftlichen Kuss von sich selbst überzeugen will, wendet sie sich angewidert weg: er küsse viel schlechter als Don Juan. Am Tag der Vorstellung des Theaterstücks stürmt der gealterte Herzensbrecher auf die Bühne und bricht das Stück mit der Begründung ab, hier werde nur Unfug gezeigt. Als er gleichfalls behauptet, er sei der wahre Don Juan, erntet er im Publikum nur Hohn und Gelächter. Er fordert den in der Loge zusehenden Don Alfredo zum Degenduell heraus, da greifen herbeieilende Polizisten ein und wollen Juan von der Bühne zerren. Seine letzte Hoffnung ruht jetzt auf seiner in einer anderen Loge sitzenden Gattin Dolores, die sich jedoch einen Spaß daraus macht, ebenfalls so zu tun, als sei ihr dieser Mann vollkommen fremd. Vor dem Theater lässt sie Leporello eine Botschaft an „Hauptmann Mariano“ übermitteln, dass Dolores ihn zu sehen wünsche. Es kommt zu einer Aussprache. „Don Mariano“ schwört, dass Don Juan tatsächlich tot sei und er sie, Dolores, nur noch darum bittet, ihr ein guter Ehemann sein zu dürfen. Am Ende lässt sie eine Strickleiter zu ihrem Schlafgemach herunter, damit er endlich auch einmal ihren Balkon erklimmt. In seinen Armen liegend, sagt sie: „Jede Frau will Don Juan, aber nur für sich selbst“.

## Hintergrund
Das Privatleben des Don Juan war der letzte Film des einstigen Stummfilmstars Douglas Fairbanks. Die Uraufführung war am 28. August 1934. In Deutschland lief er drei Monate später, im November 1934, an.
Die Filmbauten entwarf Vincent Korda, die Kostüme entstammen der Hand Oliver Messels. Osmond Borradaile war einfacher Kameramann unter der Leitung Georges Périnals, Robert Krasker diente diesem ungenannt als Kameraassistent. Muir Mathieson hatte die musikalische Leitung. Die Don Juan Serenade stammte aus der Feder von Mischa Spoliansky.

### Synchronisation
Die deutsche Synchronfassung entstand bei der Bavaria Film AG, München. Curt Wesse schrieb das Dialogbuch und führte Regie.
| Rolle              | Darsteller        | Synchronsprecher   |
| ------------------ | ----------------- | ------------------ |
| Don Juan           | Douglas Fairbanks | Walter Holten      |
| Antonita, Tänzerin | Merle Oberon      | Hertha von Walther |
| Doña Dolores       | Benita Hume       | Rose Veldtkirch    |
| Pepita, Tänzerin   | Gina Malo         | Midi Scheinpflug   |
| Carmen             | Joan Gardner      | Gertrud Färber     |

## Kritiken
Die Kritiken zu Fairbanks’ Schwanengesang fielen eher durchwachsen aus:
Andre Sennwald urteilte am 10. Dezember 1934 in der New York Times: „[S]omehow The Private Life of Don Juan never lives up to its promise. Chiefly it is interesting for its visual distinction and for its gallery of ravishing ladies.“ In Variety war zu lesen: „Technically it has so much in its favour that it’s too bad it doesn’t promise b.o. attraction.“
Der Movie & Video Guide schrieb: „Liveless costumer with aging Fairbanks in title role, pursuing a bevy of beauties in his final film.“ Halliwell’s Film Guide charakterisierte den Film wie folgt: „Lacklustre frolic by an overage star through dismal sets.“